# Čašniki
Čašniki (in bielorusso Чашнікі?; in polacco Czaśniki; in lituano Čašnikai) è un comune della Bielorussia, situato nella regione di Vicebsk lungo il fiume Ula.

## Storia
Nelle vicinanze di Čašniki ebbe luogo, il 26 gennaio 1564, la battaglia di Ula, che vide la vittoria delle forze del Granducato di Lituania contro un esercito russo.